# I've Been Doin' Some Thinkin'
| Recensione | Giudizio |
| ---------- | -------- |
| AllMusic   | [ 1 ]    |

I've Been Doin' Some Thinkin' è un album discografico di Mose Allison, pubblicato dalla casa discografica Atlantic Records nel dicembre del 1968.

## Tracce

### LP
Lato A
1. Jus Like Livin' – 1:44 (Mose Allison) – Registrato il 9 luglio 1968
2. City Home – 3:37 (Mose Allison) – Registrato il 9 luglio 1968
3. If You're Goin' to the City – 2:48 (Mose Allison) – Registrato il 9 luglio 1968
4. Now You See It – 2:27 (Mose Allison) – Registrato il 10 luglio 1968
5. You Are My Sunshine – 2:07 (Jimmie Davis, Charles Mitchell) – Registrato il 10 luglio 1968
6. Your Molecular Structure – 2:05 (Mose Allison) – Registrato il 10 luglio 1968

Lato B
1. Look What You Made Me Do – 2:31 (Mose Allison) – Registrato il 9 luglio 1968
2. If You Really Loved Me – 2:13 (Mose Allison) – Registrato il 10 luglio 1968
3. Everybody Cryin' Mercy – 2:39 (Mose Allison) – Registrato il 9 luglio 1968
4. Feel So Good – 2:49 (Mose Allison) – Registrato il 9 luglio 1968
5. Let It Come Down – 1:56 (Mose Allison) – Registrato il 10 luglio 1968
6. Back on the Corner – 2:05 (Mose Allison) – Registrato il 12 luglio 1968

## Musicisti
- Mose Allison – piano, voce
- Red Mitchell – contrabbasso
- Bill Goodwin – batteria

Note aggiuntive
- Mose Allison – produttore
- Dave Wiechman – ingegnere delle registrazioni
- Austin Black – foto copertina album originale
- Marvin Israel – design copertina album originale
- Herb Wong – note retrocopertina album originale[3]